# أليكس أورد
أليكس أورد (بالإنجليزية: Alexis Ord )‏، المعروفة أيضاً باسم ليكي أورد ، كانت عمدة ميلبورن في الفترة من 1987 إلى 1988. وكانت أول امرأة تشغل هذا المنصب. شاركت أليكس في العديد من مجموعات الناشطين المجتمعيين ، مثل «أصدقاء الabc» والحركة البيئية.

## أعمالها
كانت أورد مهندسة معمارية عن طريق التدريب. كانت اهتماماتها في المقام الأول في التخطيط للقضايا والاستدامة البيئية. يظهر هذا الاهتمام خلال فترة دراستها في المدرسة الهندسة المعمارية حيث كان منزلها في كارلتون «القوة المحركة الرئيسية» وراء مؤتمر طلاب جمعية الهندسة المعمارية في أستراليا في عام 1964.